# Rodesia del Sur en los Juegos Paralímpicos de Heidelberg 1972
Rodesia del Sur (actualmente Zimbabue) estuvo representada en los Juegos Paralímpicos de Heidelberg 1972 por un total de trece deportistas, siete mujeres y seis hombres.

## Medallistas
El equipo paralímpico obtuvo las siguientes medallas:
| Nombre             | Deporte   | Evento                    |
| ------------------ | --------- | ------------------------- |
| Oro                |           |                           |
| Sandra James       | Atletismo | Jabalina 1A femenino      |
| Sandra James       | Natación  | 25 m libre 1A femenino    |
| Andrew James Scott | Natación  | 75 m estilos 4 masculino  |
| Plata              |           |                           |
| Sandra James       | Atletismo | Peso 1A femenino          |
| Sandra James       | Natación  | 25 m braza 1A femenino    |
| Eileen Robertson   | Natación  | 25 m braza 1B femenino    |
| Eileen Robertson   | Natación  | 25 m libre 1B femenino    |
| Andrew James Scott | Natación  | 50 m espalda 4 masculino  |
| Bronce             |           |                           |
| Sandra James       | Atletismo | Disco 1A femenino         |
| David Holland      | Natación  | 25 m libre 1B masculino   |
| Andrew James Scott | Natación  | 50 m braza 4 masculino    |
| Kevin English      | Natación  | 100 m espalda 5 masculino |